# BBC西米德蘭

播出地區

BBC西米德蘭（BBC West Midlands）是英國廣播公司（BBC）在英格蘭的服務地區之一，範圍包括赫里福德郡、什羅普郡、斯塔福德郡、沃維克郡、西米德蘭茲和伍斯特郡，總部位於伯明翰。BBC西米德蘭和BBC東米德蘭曾經是同一播出地區，但在1991年兩者分裂。BBC西米德蘭製作有當地的新聞節目今日米德蘭（Midlands Today），以及新聞雜誌節目Inside Out和政治節目Sunday Politics，以及足球雜誌節目Late Kick Off。BBC西米德蘭也製作自己的廣播節目。

## 外部連結
- 在BBC Online了解BBC Local News
- 在BBC Online了解BBC Midlands Today